# Blocco atrioventricolare di II grado
Il blocco atrioventricolare di II grado (BAV di secondo grado) è un difetto del sistema di conduzione elettrico del cuore. Il termine fa riferimento a un blocco di conduzione tra l'atrio e i ventricoli. La presenza di un blocco atrioventricolare di II grado è diagnosticata quando alla lettura dell'elettrocardiogramma di superficie si evidenzia che uno o più impulsi atriali (ma non tutti gli impulsi) non riescono a propagarsi ai ventricoli a causa di una conduzione alterata.

## Tipi di blocco
Il blocco atrio-ventricolare di secondo grado può essere di quattro tipi:
- tipo Mobitz I (chiamato anche periodismo di Luciani-Wenckebach);
- tipo Mobitz II;
- tipo a conduzione costante;
- tipo blocco di grado avanzato/elevato.

In tutti i tipi, vi è una mancata conduzione ai ventricoli di alcuni battiti atriali (onde P bloccate, cioè non in grado di dare il via a un complesso QRS). Il BAV di secondo grado, tipo Mobitz I, è in genere considerato un'entità più benigna rispetto al BAV di secondo grado, tipo Mobitz II.

### Tipo I (Mobitz I, periodismo di Luciani-Wenckebach)
Il BAV di tipo I è quasi costantemente correlato a una malattia del nodo AV. Questo tipo si caratterizza per il progressivo allungamento del PR fino a che un complesso QRS viene a mancare (cioè una onda P non è seguita dal complesso QRS).
Dopo la mancanza del complesso QRS riprende una normale conduzione atrioventricolare e la sequenza si ripete. Il riscontro di un ritmo atriale regolare facilita l'identificazione di un BAV tipo Mobitz I.
Questa condizione è considerata quasi sempre benigna, per cui in genere non si rende necessario alcun trattamento specifico. Nei casi sintomatici l'infusione per via endovenosa di atropina o isoproterenolo può temporaneamente migliorare la conduzione.

### Tipo II (Mobitz II/Hay)
Il BAV di tipo II, conosciuto anche come Mobitz II, è quasi sempre associato a un difetto del sistema di conduzione distale, cioè del sistema che comprende i fasci di His e le fibre di Purkinje. Il BAV di tipo II è caratterizzato dal riscontro sull'elettrocardiogramma di superficie di onde P che in modo intermittente e assolutamente inatteso non sono condotte (non sono seguite da un complesso QRS) e nel contempo non sono precedute da prolungamento dell'intervallo PR.
Il BAV di tipo II è considerato più grave in quanto può rapidamente progredire fino a un completo blocco cardiaco, cioè fino a un blocco atrioventricolare di III grado (o dissociazione atrioventricolare), in cui atri e ventricoli si contraggono con frequenza propria, in altre parole non vi è comunicazione elettrica tra gli atri e i ventricoli. In quest'ultima evenienza il paziente è mantenuto in vita solo se si instaura un ritmo di scappamento giunzionale (nodo atrioventricolare o His) oppure ventricolare. Il paziente rischia di evolvere verso una sindrome di Adams-Stokes, un arresto cardiaco o una morte cardiaca improvvisa.
In questo tipo di blocco il difetto di conduzione sembra essere al di sotto del nodo atrioventricolare.
Il trattamento a lungo termine per questa forma di blocco AV consiste nella stimolazione permanente ottenibile con l'impianto di un pacemaker.

### Tipo a conduzione costante
In questo caso esiste un rapporto matematico costante tra le onde P e i complessi QRS, ad esempio 2:1, 3:1, 4:1. Questo tipo di blocco può essere determinato da un difetto sia del nodo AV sia del sistema His-Purkinje.

### Tipo blocco di grado avanzato/elevato
In cui più di un'onda P non è seguita da un complesso QRS.
La diagnosi di blocco atrioventricolare di tipo II non può essere stabilita con certezza se la prima onda P che segue il blocco è seguita da un intervallo PR accorciato o non discernibile.

## Sintomi
La maggior parte dei soggetti affetti da BAV di secondo grado tipo Mobitz I sono asintomatici.
Alcuni soggetti possono invece accusare:
- Sensazione di testa vuota e leggera
- Senso di vertigine
- Instabilità posturale
- Lipotimia
- Sincope